# Мизодендрум
Мизодендрум (лат. Misodendrum) — род многолетних полупаразитических растений, единственный род в семействе Мизодендровые (Misodendraceae) порядка Санталоцветные (Santalales).

## Распространение и экология
Виды рода распространёны в Южной Америке, где растут на различных видах рода нотофагус подобно омеле.

## Систематика

### Таксономическое положение
Семейство признано многими систематиками, в том числе и системой APG II (2003), где оно относится в кладу эвдикот.

### Список видов
Род Мизодендрум включает 8 видов:
- Misodendrum angulatum Phil.
- Misodendrum brachystachyum DC.
- Misodendrum gayanum Tiegh.
- Misodendrum linearifolium DC.
- Misodendrum macrolepis Phil.
- Misodendrum oblongifolium DC.
- Misodendrum punctulatum Banks ex DC. — Мизодендрум точечныйtypus[1]
- Misodendrum quadriflorum DC.